# (100007) Peters
(100007) Peters es un asteroide perteneciente al cinturón de asteroides, descubierto el 13 de febrero de 1988 por Eric Walter Elst desde el Observatorio de La Silla, Chile.

## Designación y nombre
Designado provisionalmente como 1988 CP4. Fue nombrado Peters en honor al astrónomo alemán-americano Christian Heinrich Friedrich Peters descubrió 48 asteroides, y el cometa 80P / Peters-Hartley.

## Características orbitales
Peters está situado a una distancia media del Sol de 3,158 ua, pudiendo alejarse hasta 3,165 ua y acercarse hasta 3,152 ua. Su excentricidad es 0,002 y la inclinación orbital 21,36 grados. Emplea 2050 días en completar una órbita alrededor del Sol.

## Características físicas
La magnitud absoluta de Peters es 14,1. Tiene 7,451 km de diámetro y su albedo se estima en 0,096.